# David Higgins (tir sportif)
Pour les articles homonymes, voir David Higgins et Higgins.
David Higgins est un tireur sportif américain né le 27 juin 1994 à La Jolla, quartier de San Diego en Californie. Il a participe au programme masculin de carabine 50 mètres durant les Jeux olympiques d'été de 2016 à Rio de Janeiro.